# Bacharach-Nunatak
Der Bacharach-Nunatak ist ein rund 2000 m hoher und markanter Nunatak im Grahamland im Norden der Antarktischen Halbinsel. Er ragt aus dem nördlichen Arm des Drummond-Gletschers auf.
Luftaufnahmen, die durch Piloten der Hunting Aerosurveys Ltd. zwischen 1955 und 1957 entstanden, dienten dem Falklands Islands Dependencies Survey einer Kartierung. Das UK Antarctic Place-Names Committee benannte den Nunatak im Jahr 1958 nach dem britischen Biochemiker Alfred Louis Bacharach (1891–1966), dessen Forschungen bei der Überwindung von Problemen in der Ernährung von Expeditionsmannschaften in polaren Regionen halfen.